# Луизе Грубер
Луизе Грубер, също известна като Сейнт Лу (родена на 27 юни 1982 г.), е австрийска певица и автор на песни. Тя е известна със своя гласов диапазон и стилове, обхващащи рок, соул, фънк и блус.

## Ранен живот
Грубер е родена във Велс, Австрия. От ранни години тя развива страст към музиката и започва да изпълнява и пише песни в младежка възраст.

## Кариера
През годините Грубер е член на много музикални групи с кратък живот. През 1998 г. е първата ѝ по-сериозна изява, в рок група, наречена Luise Gruber & Zentao, която по-късно е преименувана на Centao. Скоро след записването на първите демо версии Грубер напуска групата. Записани са две демота – Pop 33, 34, сплит с групата Sick Orange и Promo '000.
През 2003 г. участва в кастинг шоуто Starmania, австрийската версия на Music Idol, където завършва на десето място. Записва няколко кавърверсии за сборните албуми на шоуто. 
През 2005 г. тя издава дебютното си EP One Step Closer чрез Agentur Netzwerk records под името Luise.
Музикалната кариера под псевдонима Сейнт Лу започва през 2008 г., когато издава своя дебютен сингъл Don't Miss Your Own Life чрез Warner Music. Тя бързо привлича вниманието на музикалната индустрия и публиката със своя мощен вокал и харизматичнo сценичнo присъствие. Същата година издава албума Saint Lu, който е в жанра блус-рок. 
През 2011 Грубер участва в подбора на песни за конкурса „Евровизия“ в Германия, като представя песента Craving. Песента е приета топло от критиците, но не успява да се класира за „Евровизия“. Месеци по-късно излиза вторият ѝ дългосвирещ албум, озаглавен 2, който се отличава от предходния с по-характерно соул звучене.

## Музикален стил
Сейнт Лу се отличава със своя многообразен музикален стил, обхващащ жанрове като поп, рок, соул, фънк, блус и акустична музика. Нейната музика се характеризира с мощен вокал, емоционални текстове и интригуващи аранжименти.

## Дискография
- One Step Closer (EP, 2005)
- Saint Lu (2009)
- 2 (2011)

## Награди и почитания
През 2011 г. Грубер печели наградата European Border Breakers на церемонията по връчването на наградите European Border Breakers на фестивала Eurosonic Noorderslag в Нидерландия за своя международен успех.